# 高田駅 (香川県)

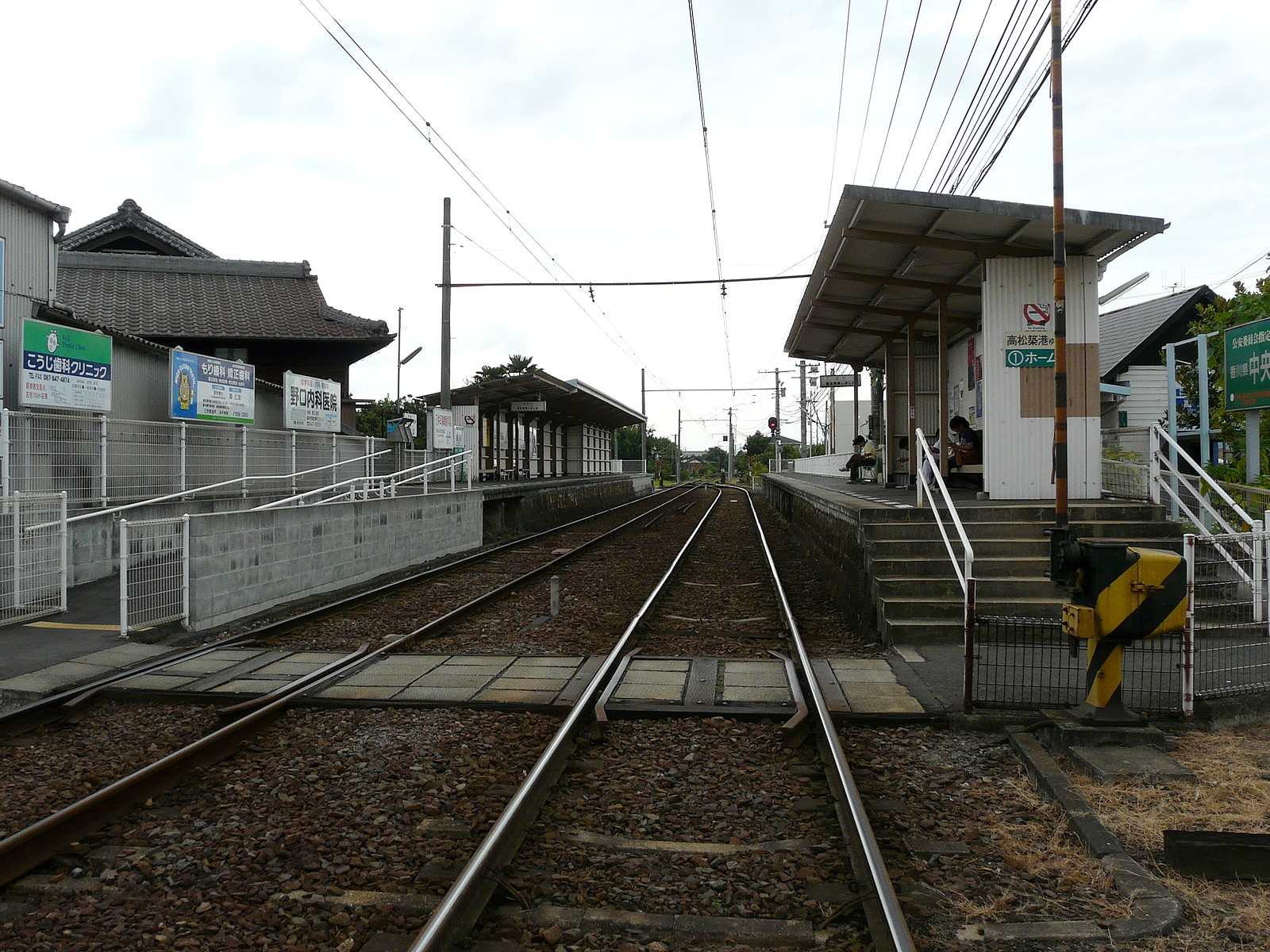
ホーム　池戸方より

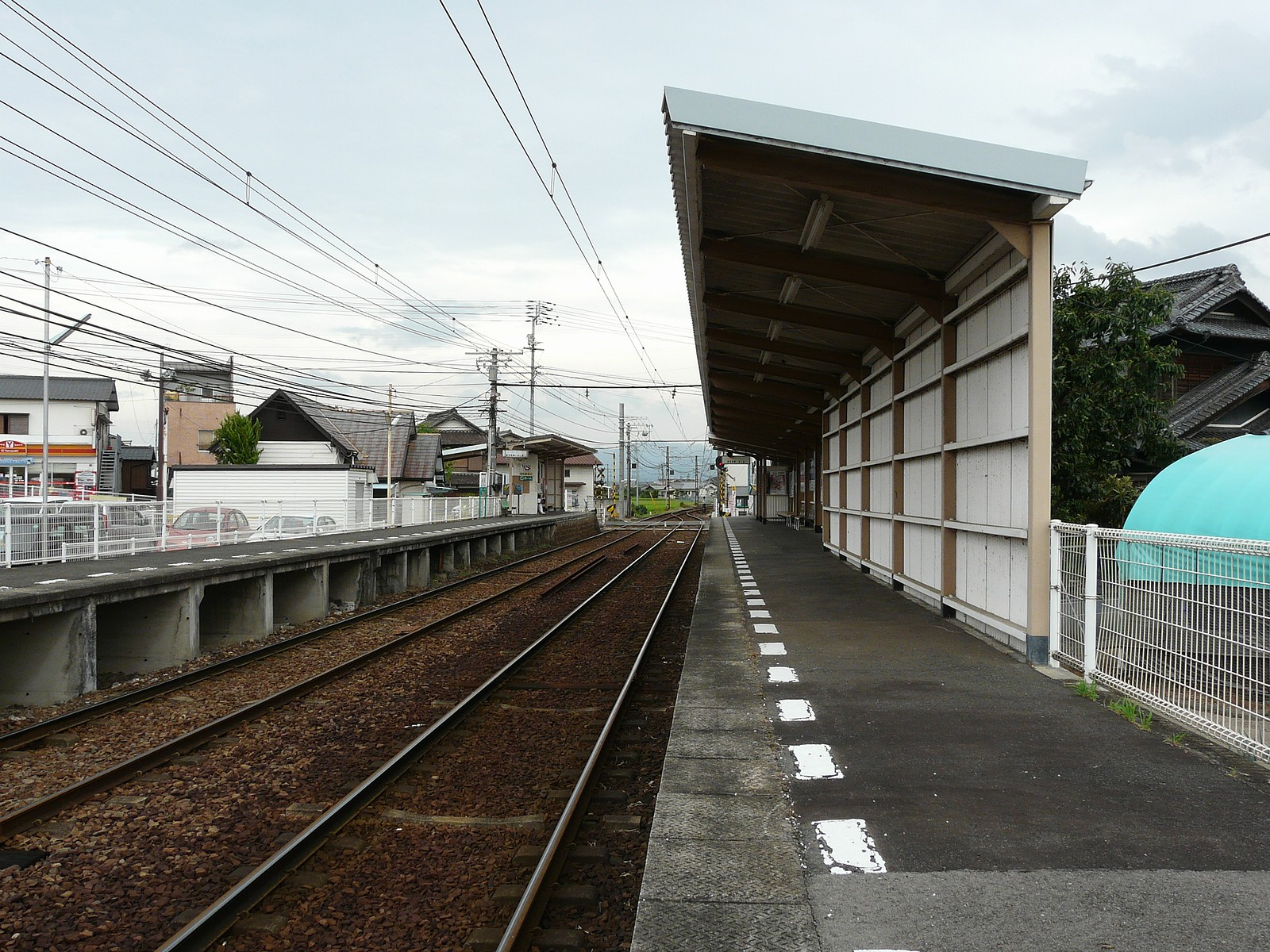
ホーム　西前田方より

高田駅（たかたえき）は、香川県高松市亀田町にある、高松琴平電気鉄道長尾線の駅である。駅番号はN09。
長尾線全線の電力供給基地として、かつては発電機が設置され稼動していた時期もあり、現在でも専用変電所が設けられている。
IruCa取り扱い窓口・IruCa定期券窓口がある。

## 駅構造
相対式2面2線ホームの地上駅。
のりば
| 乗り場 | 路線    | 方向 | 行先               |
| ------ | ------- | ---- | ------------------ |
| 1      | ■長尾線 | 上り | 瓦町・高松築港方面 |
| 2      | ■長尾線 | 下り | 平木・長尾方面     |

ことでんの駅では珍しく列車は右側通行（1番線が上りで2番線が下り）で駅に進入する。元高松電気軌道では数少ない有人駅である。途中下車指定駅。

## 接続する他の交通機関

### バス

#### 路線バス
- ことでんバスのことでん高田駅バス停。いずれも路線名は大学病院線。
  - 大学病院・高松医療センター・高松駅行き（出発74・到着75）
  - サンメッセ香川・ことでん伏石駅行き（出発72・到着71）
  - 大学病院行き（出発78・到着77）
開院当初にも運行されていたが、高松駅からの医大病院線と統合された。しかし、2024年4月1日に同系統の大減便に伴い復活した。
- 大川バスの高田バス停

### タクシー
- 山田地区乗合タクシーの高田駅バス停　ことでん仏生山駅行き／西植田公民館行き

## 利用状況
かつては瓦町を除く長尾線内で最も利用者数の多い駅であったが、現在は林道駅に逆転されている。
2001年には、1日あたり1,581人の利用者数があったが、2015年には1,442人/日の利用まで減少している。
1日の平均乗降人員は以下の通りである。
| 1日乗降人員推移 | 1日乗降人員推移 |
| 年度            | 1日平均人数     |
| --------------- | --------------- |
| 2011年          | 1,343           |
| 2012年          | 1,336           |
| 2013年          | 1,368           |
| 2014年          | 1,371           |
| 2015年          | 1,442           |
| 2016年          | 1,392           |
| 2017年          | 1,435           |
| 2018年          | 1,407           |

## 駅周辺
- 香川大学医学部三木キャンパス（旧香川医科大学）
- 香川県立高松東高等学校
- 高松市立前田小学校
- 香川県道30号塩江屋島西線
- 香川県道147号太田上町志度線（当駅付近に県道30号との重複区間あり）

## 歴史
- 1912年（明治45年）4月30日　高松電気軌道の駅として開業。
- 1943年（昭和18年）11月1日　会社合併により高松琴平電気鉄道長尾線の駅となる。

### 周辺廃駅
- 高松電気軌道 東前田駅

1934年廃止。高田駅から瓦町側へ510m離れた場所に設置されていた駅。現在の東前田踏切西(築港)側に存在した。

## 隣の駅
高松琴平電気鉄道
■長尾線
西前田駅（N08） - 東前田駅 - 高田駅（N09） - 池戸駅（N10）